# Sven Axbom
Sven Erik Emanuel Axbom, född 15 oktober 1926 i Kimstad utanför Norrköping, död 8 april 2006, spelade som vänsterback i det svenska landslag som tog silver i världsmästerskapet i fotboll 1958.
Inom klubbfotbollen spelade han som back för IFK Norrköping. Totalt spelade han 31 landskamper för Sverige och 167 matcher för IFK Norrköping.
Sven Axbom är gravsatt i Krematorielunden i Norrköping.

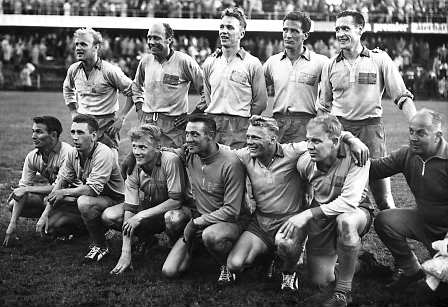
Det svenska silverlaget vid VM i fotboll 1958. På knä från vänster: Kurt Hamrin, Reino Börjesson, Orvar Bergmark, Kalle Svensson, Sven Axbom och Sigge Parling. Stående från vänster: Lennart "Nacka" Skoglund, Gunnar Gren, Agne Simonsson, Bengt "Julle" Gustavsson och Nils "Lidas" Liedholm.

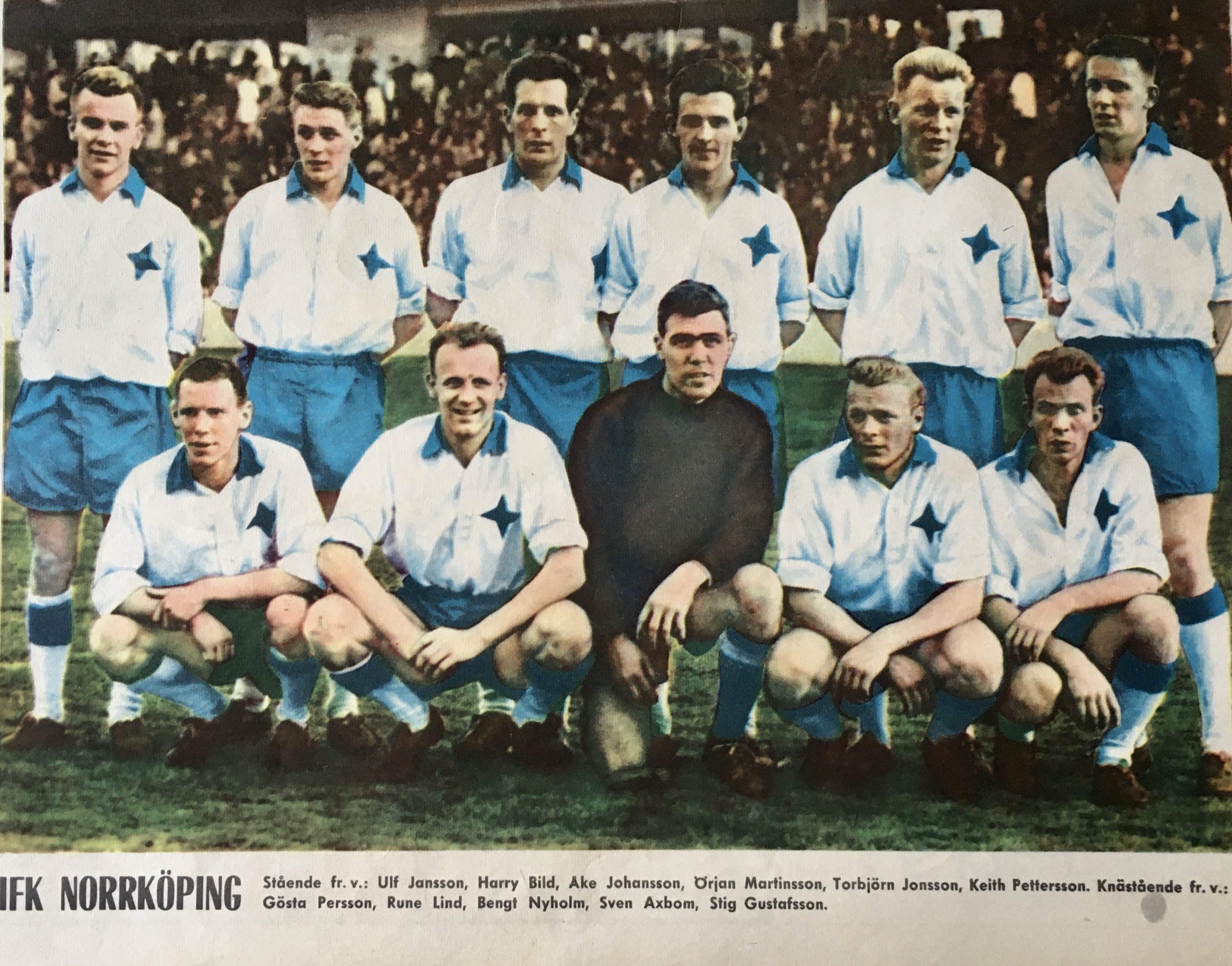
IFK Norrköpings mästarlag 1960, stående från vänster: Ulf Jansson, Harry Bild, Åke "Bajdoff" Johansson, Örjan Martinsson, Torbjörn Jonsson, Keith Pettersson. Knästående från vänster: Gösta Persson, Rune Lind, Bengt "Zamora" Nyholm, Sven Axbom och Stig Gustafsson.